# أليساندرا باروس
أليساندرا باروس هي لاعبة كرلنغ برازيلية، ولدت في 3 يناير 1979 في برازيليا في البرازيل.

## وصلات خارجية
- أليساندرا باروس على موقع الاتحاد الدولي للكرلنغ (الإنجليزية)